# 魏村镇 (保定市)
魏村镇，是中华人民共和国河北省保定市清苑区下辖的一个乡镇级行政单位。

## 行政区划
魏村镇下辖以下地区：
魏村东街村、魏村西街村、魏村南街村、魏村北街村、王罗候村、马罗候村、玉皇庄村、东洪义村、西洪义村、谢上村、张庄村、史庄村、田庄村、李罗候村、武罗候村、郝庄村、孙罗候村、齐贤庄东街村、齐贤庄南街村、齐贤庄西街村、中义庄村和抄纸屯村。